# MusiQ

《musiQ》은 오렌지 렌지가 2004년 12월 1일에 발매한 두 번째 오리지널 앨범이다.

## 수록곡
1. KA･RI･SU･MA
2. 체스트(チェスト Chest[*])
7번째 싱글.
3. 로코로숀(ロコローション Locolotion[*])
6번째 싱글.
4. 이심전신 (以心電信)
5. ZUNG ZUNG FUNKY MUSIC
6. Padi Bon Mahe (パディ ボン マヘ)
7. 시티보이(シティボーイ City Boy[*])
8. XIEXIE (謝謝)
9. 남자ing session (男子ing session)
10. Beat Ball
11. 미치시루베 ~a road home~(ミチシルベ ~a road home~ 도표 ~a road home~[*])
5번째 싱글.
12. 하나(花 꽃[*])
8번째 싱글.
영화〈지금, 만나러 갑니다〉주제가.
13. FULLTHROTTLE
이 앨범에서는 유일하게 요(YOH)가 원곡을 작곡했다.
14. 마츠리단샤쿠(祭男爵 축제의 남작[*])
15. papa
16. HUB☆STAR
17. Oh! Yeah
18. SP Thanx
19. 지팡구2지팡구(ジパング2ジパング)
지팡구(ジパング)는 영어 Japan(ジャパン)의 어원이다.